# Mersey flat

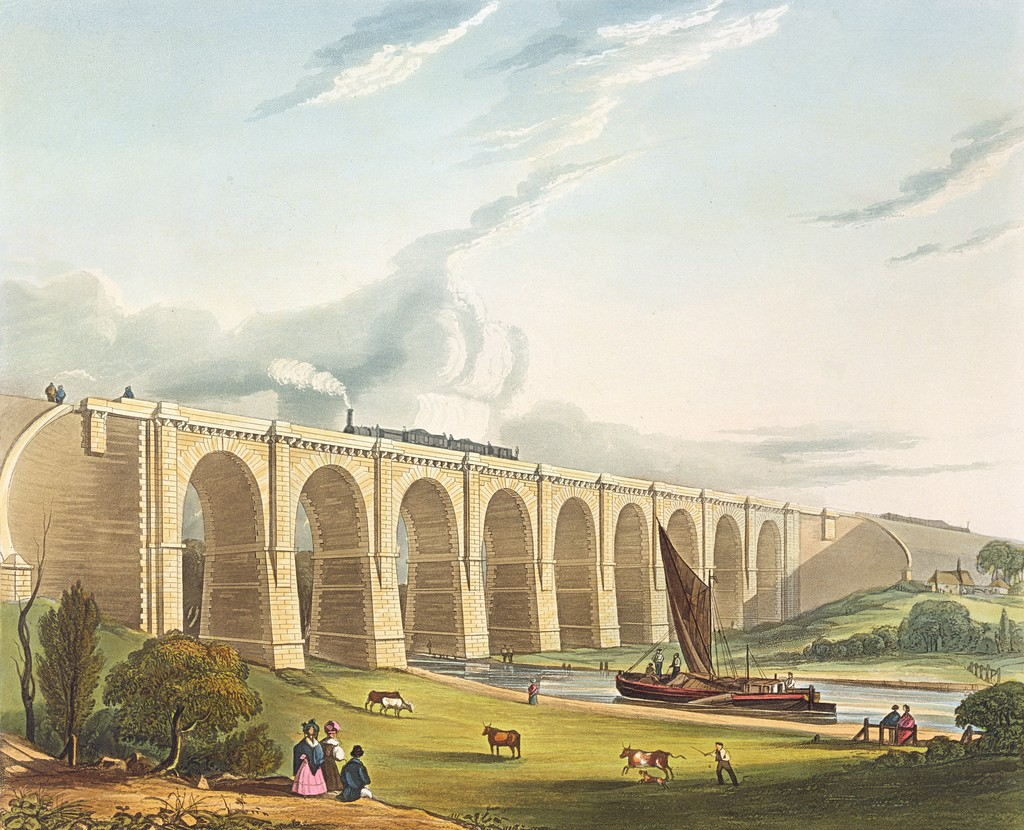
Un mersey flat sur le canal de Sankey, sous le viaduc de Sankey (1831)

Le mersey flat et la version plus grande le weaver flat, sont deux types de bateau fluvial et maritime côtier à fond plat, à un ou deux mâts portant des voiles auriques.
Ces types d'embarcations sont utilisés dans le nord-Ouest de l'Angleterre et le nord du Pays de Galles, principalement aux XVIIIe et XIXe siècles sur le Mersey, son estuaire, les côtes anglaises et divers cours d'eau et canaux, pour le transport de marchandises. D'abord à voile, ces embarcations ont été tardivement propulsé par une machine à vapeur puis diesel ou utilisées comme barges poussées ou tirées.

## Description
Ce type de barge présente une double extrémité avec des cales arrondies. Traditionnellement, la coque est construite en bordage à franc-bord, en chêne et le pont en pin. Certains avaient un seul mât, avec une plate-forme avant-arrière, tandis que d'autres avaient un mât supplémentaire d'artimon. Malgré un fond plat et des côtés incurvés, ils étaient assez stables.
La longueur d'un appartement était de 19 à 21 m de long, pour 1,8 m de tirant d’eau et un maitre-bau de 4,5 à 5,2 m (plus grande largeur). Ils pouvaient transporter jusqu'à 80 tonnes de fret.
Les Weaver flat, une version plus grande, d'une capacité de chargement de 250 tonnes, pouvait mesurer jusqu'à 27,4 m de long, 6,4 m de large pour un tirant d'eau de 3,2 m.

## Historique
Ce type d'embarcation, très répandues des années 1730 aux années 1890, a été développé dans le nord-Ouest de l'Angleterre et le nord du Pays de Galles. D'abord utilisées sur le fleuve Mersey et son estuaire, ces embarcations sont se plus largement aventurées en mer, proche des côtes et sur d'autres cours d'eau (Irwell et Weaver). Leur taille permettait également d'évoluer sur d'autres canaux du pays : canal Bridgewater, canal Sankey et des parties nord du réseau de canaux de Shropshire Union.
La plupart des Mersey flats ont été convertis en barges vers la fin du XIXe siècle, remorquées par des chevaux ou des remorqueurs à vapeur. Les plus grandes d'entre elles, appelées Weaver flat, ont été équipées de moteurs à vapeur et, plus tard, de moteurs diesel, même s'il n'en restait qu'une vingtaine à naviguer en 1935. Dans leurs collections, le musée maritime de Liverpool et le musée d'Ellesmere Port ont chacun un modèle tardif de Mersey flat qui ne naviguait plus à la voile.